# Colonia la Mina
Colonia la Mina är en ort i Mexiko.   Den ligger i kommunen San Pedro Pochutla och delstaten Oaxaca, i den sydöstra delen av landet, 500 km sydost om huvudstaden Mexico City. Colonia la Mina ligger 77 meter över havet och antalet invånare är 164.
Terrängen runt Colonia la Mina är platt västerut, men norrut är den kuperad. Havet är nära Colonia la Mina åt sydost.  Närmaste större samhälle är San Pedro Pochutla, 8,3 km norr om Colonia la Mina. 